# Triatlo nos Jogos Olímpicos de Verão de 2024 - Masculino
O evento masculino do triatlo nos Jogos Olímpicos de Verão de 2024 foi disputado em 31 de julho de 2024 na Ponte Alexandre III, em Paris. 
Inicialmente previsto para ocorrer em 30 de julho, a competição precisou ser adiada em um dia por conta da contaminação do Rio Sena, que acabou ficando em condições impróprias para nado devido as chuvas.

## Qualificação
O período de qualificação começou em 27 de maio de 2022 e terminou no mesmo dia de 2024. Até 55 triatletas disputaram as vagas, sendo um máximo de três competidores por Comitê Olímpico Nacional. Como país anfitrião, a França recebeu automaticamente duas vagas, enquanto o CON elegível com melhor ranking nos Campeonatos Mundiais de Revezamento Misto de 2022 e 2023 obteve outras duas vagas masculinas.
Os seis CONs elegíveis mais bem classificados receberam duas vagas com base no Ranking de Qualificação Olímpica de Revezamento Misto da World Triathlon de 25 de março de 2024, com mais duas através do Evento de Qualificação Olímpica de Revezamento Misto realizado entre 15 de abril e 27 de maio de 2024. O período de qualificação terminou com os 26 melhores indivíduos garantindo uma vaga, respeitando o limite de três por CON e ignorando os CONs que se qualificaram por meio dos revezamentos mistos. Uma vaga adicional para cada continente foi alocada ao triatleta mais bem classificado de um CON ainda não qualificado para os Jogos. As duas vagas finais foram concedidas aos triatletas pela Comissão Tripartite, desde que elegíveis no top 180 do ranking individual da World Triathlon.

## Formato
Realizado na Ponte Alexandre III, a prova teve extensão de 51,5 quilômetros em um trajeto plano. Os competidores começaram com a perna da natação de 1,5 km, consistindo em uma volta de 910 m seguida por uma volta menor de 590 m. Posteriormente, eles foram para a perna do ciclismo de 40 km, composta por sete voltas em um trajeto de 5,7 km seguida por uma volta ligeiramente maior de 5,8 km. Finalmente, os competidores concluíram com quatro voltas de 2,5 km, que completaram o total de 10 km na perna de corrida.

## Calendário
Horário local (UTC+2)
| Data                | Horário | Fase  |
| ------------------- | ------- | ----- |
| 31 de julho de 2024 | 10:45   | Final |

## Medalhistas
| Ouro   | GBR Alex Yee     |
| Prata  | NZL Hayden Wilde |
| Bronze | FRA Léo Bergère  |

## Resultados
Estes foram os resultados da competição:
| Pos.              | Bib | Triatleta                  | CON                | Natação | Ciclismo | Corrida | Tempo total | Dif.   |
| ----------------- | --- | -------------------------- | ------------------ | ------- | -------- | ------- | ----------- | ------ |
| Medalha de ouro   | 56  | Alex Yee                   | GBR Grã-Bretanha   | 20:37   | 51:57    | 29:47   | 1:43:33     |        |
| Medalha de prata  | 21  | Hayden Wilde               | NZL Nova Zelândia  | 21:13   | 51:20    | 29:49   | 1:43:39     | +0:06  |
| Medalha de bronze | 27  | Léo Bergère                | FRA França         | 20:37   | 51:55    | 29:55   | 1:43:43     | +0:10  |
| 4                 | 29  | Pierre Le Corre            | FRA França         | 20:20   | 52:14    | 30:01   | 1:43:51     | +0:18  |
| 5                 | 48  | Vasco Vilaça               | POR Portugal       | 21:03   | 51:30    | 30:04   | 1:43:56     | +0:23  |
| 6                 | 47  | Ricardo Batista            | POR Portugal       | 21:10   | 51:29    | 30:06   | 1:43:58     | +0:25  |
| 7                 | 45  | Matthew Hauser             | AUS Austrália      | 20:14   | 52:26    | 30:24   | 1:44:17     | +0:44  |
| 8                 | 15  | Alberto González           | ESP Espanha        | 20:23   | 52:15    | 30:35   | 1:44:22     | +0:49  |
| 9                 | 49  | Tyler Mislawchuk           | CAN Canadá         | 20:49   | 51:45    | 30:35   | 1:44:25     | +0:52  |
| 10                | 25  | Miguel Hidalgo             | BRA Brasil         | 20:57   | 51:36    | 30:36   | 1:44:27     | +0:54  |
| 11                | 53  | Csongor Lehmann            | HUN Hungria        | 21:19   | 51:16    | 30:43   | 1:44:27     | +0:54  |
| 12                | 43  | Kristian Blummenfelt       | NOR Noruega        | 21:00   | 51:29    | 30:39   | 1:44:27     | +0:54  |
| 13                | 50  | Charles Paquet             | CAN Canadá         | 21:16   | 51:16    | 30:46   | 1:44:37     | +1:04  |
| 14                | 3   | Gianluca Pozzatti          | ITA Itália         | 20:31   | 52:01    | 30:51   | 1:44:41     | +1:08  |
| 15                | 18  | Kenji Nener                | JPN Japão          | 20:36   | 51:58    | 31:13   | 1:45:02     | +1:29  |
| 16                | 52  | Bence Bicsák               | HUN Hungria        | 20:55   | 51:35    | 31:21   | 1:45:14     | +1:41  |
| 17                | 44  | Vetle Bergsvik Thorn       | NOR Noruega        | 20:30   | 52:02    | 31:34   | 1:45:21     | +1:48  |
| 18                | 36  | Tim Hellwig                | GER Alemanha       | 20:34   | 52:03    | 31:39   | 1:45:29     | +1:56  |
| 19                | 20  | Dylan McCullough           | NZL Nova Zelândia  | 20:36   | 51:58    | 31:44   | 1:45:35     | +2:02  |
| 20                | 33  | Henri Schoeman             | RSA África do Sul  | 20:11   | 52:24    | 32:02   | 1:45:53     | +2:20  |
| 21                | 37  | Lasse Lührs                | GER Alemanha       | 21:00   | 51:34    | 32:03   | 1:45:56     | +2:23  |
| 22                | 12  | Marten Van Riel            | BEL Bélgica        | 20:34   | 51:53    | 32:22   | 1:46:11     | +2:38  |
| 23                | 42  | Alois Knabl                | AUT Áustria        | 20:33   | 51:57    | 32:33   | 1:46:23     | +2:50  |
| 24                | 38  | Jonas Schomburg            | GER Alemanha       | 20:32   | 52:00    | 32:41   | 1:46:26     | +2:53  |
| 25                | 32  | Jamie Riddle               | RSA África do Sul  | 20:29   | 52:02    | 33:16   | 1:47:15     | +3:42  |
| 26                | 6   | Mitch Kolkman              | NED Países Baixos  | 20:39   | 51:58    | 33:31   | 1:47:21     | +3:48  |
| 27                | 28  | Dorian Coninx              | FRA França         | 20:18   | 52:17    | 33:49   | 1:47:37     | +4:04  |
| 28                | 34  | Diego Moya                 | CHI Chile          | 21:05   | 51:31    | 33:54   | 1:47:47     | +4:14  |
| 29                | 31  | Seth Rider                 | USA Estados Unidos | 20:30   | 52:00    | 34:03   | 1:47:53     | +4:20  |
| 30                | 2   | Alessio Crociani           | ITA Itália         | 20:10   | 52:32    | 34:24   | 1:48:19     | +4:46  |
| 31                | 30  | Morgan Pearson             | USA Estados Unidos | 21:30   | 54:35    | 31:04   | 1:48:26     | +4:53  |
| 32                | 17  | Antonio Serrat             | ESP Espanha        | 22:03   | 53:57    | 31:26   | 1:48:42     | +5:09  |
| 33                | 41  | Tjebbe Kaindl              | AUT Áustria        | 21:21   | 51:18    | 35:08   | 1:49:01     | +5:28  |
| 34                | 4   | Matthew Wright             | BAR Barbados       | 22:13   | 53:50    | 32:02   | 1:49:18     | +5:45  |
| 35                | 40  | Emil Holm                  | DEN Dinamarca      | 22:26   | 53:37    | 32:04   | 1:49:21     | +5:48  |
| 36                | 16  | Roberto Sánchez            | ESP Espanha        | 23:02   | 54:28    | 30:45   | 1:49:29     | +5:56  |
| 37                | 5   | Shachar Sagiv              | ISR Israel         | 21:31   | 54:33    | 32:13   | 1:49:32     | +5:59  |
| 38                | 35  | Gaspar Riveros             | CHI Chile          | 22:14   | 53:47    | 32:29   | 1:49:48     | +6:15  |
| 39                | 8   | Crisanto Grajales          | MEX México         | 21:24   | 54:34    | 32:45   | 1:50:02     | +6:29  |
| 40                | 23  | Max Studer                 | SUI Suíça          | 22:24   | 53:36    | 32:51   | 1:50:07     | +6:34  |
| 41                | 19  | Makoto Odakura             | JPN Japão          | 21:36   | 54:24    | 32:55   | 1:50:15     | +6:42  |
| 42                | 11  | Jelle Geens                | BEL Bélgica        | 23:13   | 54:16    | 31:47   | 1:50:35     | +7:02  |
| 43                | 1   | Rostyslav Pevtsov          | AZE Azerbaijão     | 21:33   | 56:01    | 31:42   | 1:50:36     | +7:03  |
| 44                | 7   | Richard Murray             | NED Países Baixos  | 22:43   | 54:48    | 32:11   | 1:50:55     | +7:22  |
| 45                | 26  | Manoel Messias             | BRA Brasil         | 23:08   | 54:21    | 32:07   | 1:51:00     | +7:27  |
| 46                | 46  | Luke Willian               | AUS Austrália      | 22:09   | 53:40    | 34:05   | 1:51:13     | +7:40  |
| 47                | 9   | Aram Peñaflor              | MEX México         | 23:07   | 54:27    | 32:56   | 1:51:46     | +8:13  |
| 48                | 14  | Tyler Smith                | BER Bermudas       | 21:39   | 54:16    | 34:42   | 1:51:59     | +8:26  |
| 49                | 22  | Adrien Briffod             | SUI Suíça          | 21:30   | 54:30    | 35:06   | 1:52:21     | +8:48  |
| 50                | 54  | Felix Duchampt             | ROU Romênia        | 23:05   | 56:35    | 35:00   | 1:56:00     | +12:27 |
|                   | 55  | Samuel Dickinson           | GBR Grã-Bretanha   | 20:52   | 51:43    | DNF     | DNF         | DNF    |
|                   | 24  | Jawad Abdelmoula           | MAR Marrocos       | 22:29   | LAP      | LAP     | LAP         | LAP    |
|                   | 39  | Jason Ng                   | HKG Hong Kong      | 24:06   | DNF      | DNF     | DNF         | DNF    |
|                   | 10  | Jean Gaël Laurent L'Entete | MRI Maurício       | 25:10   | LAP      | LAP     | LAP         | LAP    |
|                   | 51  | Eloi Adjavon               | TOG Togo           | 25:43   | LAP      | LAP     | LAP         | LAP    |